# Massimo Pittau
Massimo Pittau, né le 6 février 1921 à Nuoro en Sardaigne et mort le 20 novembre 2019 à Sassari sur la même île, est un linguiste et universitaire italien. Spécialiste des langues paléosardes et étrusques, il publie de nombreuses études sur la Sardaigne antique, la linguistique et la philosophie du langage. Il est un auteur prolifique sur ces matières.

## Parcours universitaire
Diplômé de littérature à l'université de Turin et de philosophie à l'université de Cagliari, il y obtient une chaire en 1959. Professeur ordinaire à l'université de Sassari, il y obtient en 1971 une chaire de linguistique sarde, en devient le doyen de 1975 à 1978.
Ses thèses sur le dialecte nuorais (langue sarde) sont proches de celles du linguiste allemand Max Leopold Wagner, avec qui il entretient une correspondance.
Il devient membre de la Société italienne de Glottologie en 1971, puis à l'Associaton milanaise de Glottologie.

## Thèse sur les langues sarde et étrusque
Tout au long de sa carrière, il défend la thèse d'une origine lydienne, en dernière analyse proto-indo-européenne, des langues paléosarde et étrusque. Toutefois, ses thèses ne sont pas unanimement acceptées dans la communauté scientifique.

## Bibliographie

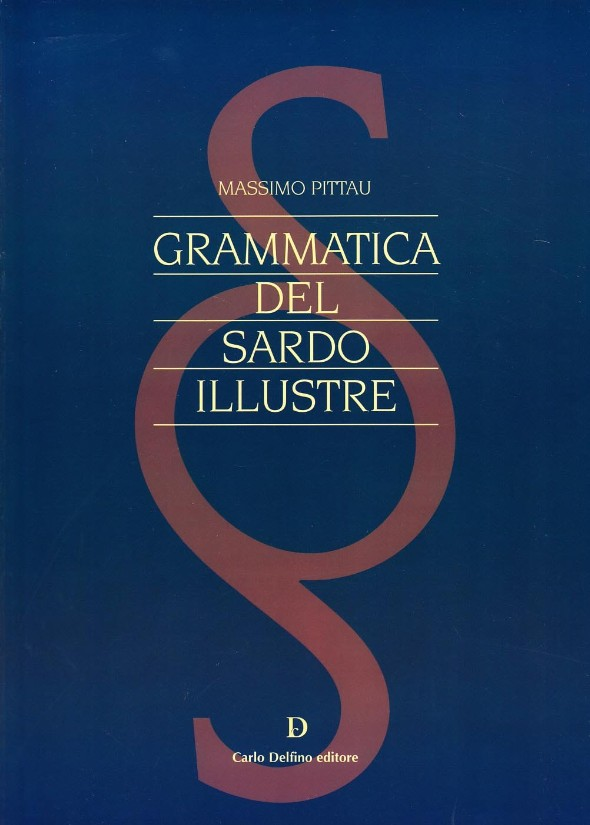
Grammatica del sardo illustre, 2005.

### Philosophie du langage
- Il linguaggio. I fondamenti filosofici, Brescia, 1957
- Filosofia e linguaggio, Pise, 1962
- Problemi di filosofia del linguaggio, Cagliari, 1967

### Études spécifiques sur les langues et dialectes sardes
- Questioni di linguistica sarda, Pise, 1956
- Il dialetto di Nuoro, Bologne, 1956
- Studi sardi di linguistica e storia, Pise, 1958
- Lingua e civiltà di Sardegna, I serie, Cagliari, 1970
- Grammatica del sardo-nuorese, Bologne, 1972, 2ª edizione 1972, 5ª réédition 1986
- Problemi di lingua sarda, Sassari, 1975
- La Sardegna nuragica, Sassari, 1977, 5ª réédition 1988
- Pronunzia e scrittura del sardo-logudorese, Sassari, 1978
- I cognomi della Sardegna. Significato e origine, Sassari, 1990, 1ª réédition 1992
- Grammatica della lingua sarda. Varietà logudorese, Sassari, 1991
- L'origine di Nuoro. I toponimi della città e del suo territorio, Nuoro, 1995
- I nomi di paesi, città, regioni, monti e fiumi della Sardegna. Significato e origine, Cagliari, Gasperini, 1997, réédition 2004
- Dizionario della lingua sarda. Fraseologico ed etimologico, deux volumes, Cagliari, 2000 et 2003
- La lingua sardiana o dei protosardi, Cagliari, 2001
- Vocabolario della lingua sarda, Cagliari, 2002
- Lingua e civiltà di Sardegna (II), Cagliari, Della torre, 2004
- Grammatica del sardo illustre, Sassari, Delfino, 2005
- Dizionario dei cognomi di Sardegna, trois volumes, Cagliari, L'unione sarda, 2006
- La Sardegna nuragica, Cagliari, Della torre, deuxième édition revue et corrigée 2006
- Storia dei sardi nuragici, Selargius, Domus de Janas, 2007
- I toponimi della Sardegna. Significato e origine, II Sardegna centrale, EDES, Sassari

### Autres études linguistiques (dont l'étrusque)
- La lingua dei Sardi Nuragici e degli Etruschi, Sassari, 1981
- Lessico etrusco-latino comparato col nuragico, Sassari, 1984
- Testi etruschi tradotti e commentati. Con vocabolario, Rome, Bulzoni, 1990
- Origine e parentela dei sardi e degli etruschi. Saggio storico-linguistico, Sassari, 1995
- La lingua etrusca. Grammatica e lessico, Nuoro, 1997
- La Tabula Cortonensis. Le lamine di Pirgi ed altri testi etruschi tradotti e commentati, Sassari, 2000
- Dizionario della lingua etrusca, Sassari, 2005
- Toponimi italiani di origine etrusca, Sassari, 2006
- Il Sardus Pater e i guerrieri di Monte Prama, Sassari, EDES, 2008, deuxième édition complétée 2009
- Dizionario comparativo latino-etrusco, Sassari, EDES, 2009
- Gli Etruschi nell'Antica Svizzera, Ipazia Books, 2018.

### Autres écrits
- Aristotele. La Poetica, Palermo, Palumbo, 1972
- Poesia e letteratura. Breviario di poetica, Brescia, 1993
- Ulisse e Nausica in Sardegna, Nuoro, 1994